# Ackerlspitze
L'Ackerlspitze è una montagna alta 2 329 metri nei Monti del Kaiser, nelle Alpi Calcaree Nordtirolesi. Si trova nel Tirolo austriaco.

## Geografia
Si trova nella parte orientale della catena montuosa, nota anche come Kaiser orientale. A est si trova la Maukspitze (2 231 m), a nord si dirama una cresta che corre sopra il Gamsfluchten e raggiunge un'altezza di 2 123 m nel Lärcheck. A sud-ovest una suggestiva cresta rocciosa conduce attraverso le cime dell'Hochgrubachspitzen alla Regalmspitze (2 253 m) e giù fino al Kleiner Törl. A sud l'Ackerlspitze precipita con pareti rocciose in parte verticali nella Leukental, e altrettanto ripidamente a nord-ovest nel Griesner Kar e a nord-est nel Maukkar. Nelle belle giornate la cima dell'Ackerlspitze offre un incantevole e ampio panorama sulle catene montuose vicine fino al lago Chiemsee e al Großvenediger. La montagna appartiene al comune di Kirchdorf in Tirol e la croce sulla vetta si trova proprio al confine con il comune di Going am Wilden Kaiser.

## Alpinismo
Il 1º ottobre 1826, Peter Karl Thurwieser e Johann Carl, credendo che fosse la vetta più alta dei Monti del Kaiser, effettuarono la prima ascensione dell'Ackerlspitze. Guidati dal cacciatore Stephan Unterrainer, che aveva già scalato la vetta diverse volte in precedenza, la scalata avvenne attraverso il circo glaciale del Niedersesselkar e la cresta orientale.
- Da sud:

Dall'Ackerlsporn (Sentiero Wilder Kaiser, rifugio Ackerlhütte), il percorso attraversa prima un campo di ghiaioni e poi sale ripidamente ed esposto su un gradino di roccia verso nord fino al Niedersesselkar (parzialmente assicurato con barre di ferro, livello di difficoltà I, senza attrezzatura di sicurezza). Il Niedersessel (spesso fino a metà luglio si trova qui un vecchio nevaio in forte pendenza e pericoloso con un crepaccio di bordo difficile da attraversare all'estremità superiore) viene attraversato fino alla sua estremità superiore su un sentiero (qui si dirama per la Maukspitze tramite la rampa). Lì, sul versante sud, inizia un alto gradino di roccia, che viene scalato e attraversato con l'aiuto di chiodi e anelli di ferro in modo molto esposto (passo chiave II), senza protezioni. L'ulteriore salita conduce attraverso l'Hochsessel e oltre la cresta orientale fino alla vetta in 3 ore (ripetuti passaggi di arrampicata di grado di difficoltà I, un passaggio di arrampicata più lungo direttamente sulla struttura sommitale (canalone). L'intero percorso è per lunghi tratti molto esposto con elevato rischio di caduta massi, per cui sono richieste condizioni asciutte, passo sicuro, assenza di vertigini, abilità di arrampicata, resistenza ed esperienza alpina. Il paese di valle per questo itinerario è Going. In alternativa, è possibile partire anche dalla Wochenbrunneralm o dalla Gaudeamushütte.
La base per questa classica salita all'Ackerlspitze è l'Ackerlhütte a 1 460 metri.
- Da nord:

Un'opzione di salita meno popolare, ma estremamente gratificante e un po' meno impegnativa rispetto al versante sud, è il Sentiero Nord. Il punto di partenza è la Griesner Alm nella Kaiserbachtal. Da lì, un sentiero tortuoso attraverso la Griesener Tor richiede 2 ore e mezza fino al rifugio Fritz-Pflaum-Hütte (1 865 m, alloggio). In alternativa, dalla Fischbachalm, passando per la Kleine Griesener Tor, un'opzione più impegnativa con fune metallica, fino all'inizio del Sentiero Nord (3 ore di salita). Da lì, il percorso segnalato richiede altre 2 ore, per lo più su un sentiero attraverso l'ombreggiato versante settentrionale, in parte su ghiaioni, balze erbose e rocce, fino all'Ackerlspitze. Questo itinerario è un po' più facile, meno esposto e meno soggetto a caduta massi rispetto al versante sud, ma a causa dei vecchi nevai è generalmente fattibile solo da luglio in poi ed è comunque impegnativo (i tratti più lunghi sono classificati come livello di difficoltà I).
La base per la salita all'Ackerlspitze è il rifugio Fritz-Pflaum-Hütte a 1 865 metri.
- Passaggio al Maukspitze:

Chiunque abbia scalato l'Ackerlspitze apprezzerà l'esplorazione della traversata verso la vicina Maukspitze. Un percorso segnalato, ma molto esposto, conduce lì senza attrezzatura di sicurezza e con un dislivello considerevole (tempo di percorrenza da cima a cima circa 1,5 ore). Dalla Maukspitze, la discesa avviene solitamente lungo la più facile cresta sud-occidentale attraverso la rampa per il Niedersessel e l'Ackerlsporn. In alternativa, questo percorso può essere utilizzato anche per salire all'Ackerlspitze attraverso la Maukspitze, ad esempio, se la fenditura del bordo nel Niedersessel non consente una salita diretta attraverso la via meridionale.
La discesa da Niedersessel ad Ackerlsporn richiede particolare attenzione a causa dell'esposizione, della pendenza e del terreno, poiché un errore può essere fatale (negli ultimi anni si sono verificate ripetutamente cadute mortali).

## La Waxensteineturm
Sul versante meridionale del massiccio dell'Ackerlspitze si trova la Waxensteinerturm , alta 2.086 metri e quasi verticale , una torre molto apprezzata dagli scalatori. È raggiungibile solo tramite vie di arrampicata impegnative (la via più facile è di V grado). La base della parete è raggiungibile dall'Ackerlsporn, sulla cresta vicino a Niedersessel.